# Xingtai, Xingtai
Xingtai, även romaniserat Singtai, är ett härad som lyder under staden Xingtai i Hebei-provinsen i norra Kina.
Häradet har en historia som går tillbaka till Qindynastin och sedan Mingdynastin (1368-1644) var Xingtai huvudort i prefekturen Shunde (kinesiska: 顺德府?, pinyin: Shùndé fǔ).
När Xingtai ombildades till stad efter kommunistiernas maktövertagande bröts centralorten ut för att bilda stadsdistrikten Qiaodong och Qiaoxi. Dagens Xingtai härad utgör kärnområdet det gamla häradet. 